# フンイエン市
フンイエン市（ベトナム語：Thành phố Hưng Yên / 城庯興安、 listen）はベトナムの紅河デルタ地方のフンイエン省の省都である。省の南部、紅河の左岸（北岸）に位置する。首都ハノイから60km離れている。人口は2019年時点で約15.3万人、面積は73.42km2である。古代には港であったフォーヒエン（Phố Hiến / 庯憲）などの観光地がある。特産品は竜眼である。

## 行政区画
以下の7坊10社を管轄する。
- アンタオ坊（An Tảo / 安早）
- ヒエンナム坊（Hiến Nam / 憲南）
- ホンチャウ坊（Hồng Châu / 鴻洲）
- ラムソン坊（Lam Sơn / 藍山）
- レロイ坊（Lê Lợi / 黎利）
- ミンカイ坊（Minh Khai / 明開）
- クアンチュン坊（Quang Trung / 光中）
- バオケー社（Bảo Khê / 保溪）
- ホアンハイン社（Hoàng Hanh / 黃亨）
- ホンナム社（Hồng Nam / 鴻南）
- フンクオン社（Hùng Cường / 雄強）
- リエンフオン社（Liên Phương / 連芳）
- フークオン社（Phú Cường / 富強）
- フオンチエウ社（Phương Chiểu / 芳沼）
- クアンチャウ社（Quảng Châu / 廣洲）
- タンフン社（Tân Hưng / 新興）
- チュンギア社（Trung Nghĩa / 忠義）